# Alfred Legoyt
Alfred Legoyt (né à Clermont-Ferrand le 28 décembre 1812 et mort à Paris 16e le 17 mars 1885) était un statisticien français.
Legoyt dirige d'abord le Bureau d'administration générale, service de statistiques du ministère de l'Intérieur; à l'époque, un autre service statistique,  le bureau de la Statistique générale de la France, dirigé par Alexandre Moreau de Jonnès de 1835 à 1850, existe au ministère de l'Agriculture et du Commerce. Ces deux services sont réunis en 1852 sous la direction de Legoyt, qui devient alors chef de la statistique au ministère du Commerce à Paris. 
Également secrétaire général de la Société de statistique, Legoyt a publié nombre d'ouvrages de statistique. Il s'interrogea notamment sur la validité de la loi de Hofacker-Sadler posant (à tort) un rapport entre l'écart d'âge des parents et le sexe de l'enfant. Il obtint un prix de l'Alliance israélite universelle pour son ouvrage, La Vitalité de la race juive en Europe (1865) .